# Организация Абу Нидаля
Революционный совет ФАТХ (араб. فتح – المجلس الثوري‎, Фатах̣ аль-Маджлис аль-С̱аврӣ), более известная как Организация Абу Нидаля (ОАН; араб.  منظمة أبو نضال‎, Муназ̣з̣амат Абу Нидаль) — международная террористическая организация. Также известна под названиями «Арабский революционный совет», «Арабские революционные бригады», «Революционная организация социалистических мусульман».

## История
Была основана палестинским националистом Абу Нидалем в 1973 году в результате разногласий с Ясиром Арафатом. Абу Нидаль считал Арафата предателем «палестинской национальной идеи», так как тот был готов действовать не только террористическими, но и дипломатическими методами. В 1973 Абу Нидаль был приговорён к смерти судом Фатха, скрылся с помощью иракцев и основал собственную террористическую организацию — «Революционный совет „Фатх“».
В 1980 году организация перебазировалась в Сирию, где Абу Нидаль занимался организацией терактов против ООП и Иордании по заданию сирийцев.

## Идеология
Абу Нидаль считал вооружённую борьбу за уничтожение Израиля единственным средством национально-освободительной борьбы. Он считал, что такая борьба сплачивает весь арабский народ. Организацию обвиняли в наёмничестве, так как она проводила теракты по заданию правительств тех стран, где располагались её отделения, и шантаже терактами правительств государств Персидского залива.
Группировка Абу Нидаля подозревалась в связях с армянской террористической организацией АСАЛА.

## Террористическая деятельность
С момента создания в 1973 году до 1999 года «Организация Абу Нидаля» провела более 120 терактов в более чем 20 странах мира, количество убитых и раненых в результате террористической деятельности составляет более 1000 человек. Область вооруженных операций ОАН наиболее обширна. ОАН проводила теракты в Европе, Азии и на Ближнем Востоке; при этом Абу Нидаль пользовался поддержкой Ирака, Ливии и Сирии, получая от них снабжение и укрытие.
Наиболее известными терактами организации считаются покушение на израильского посла в Лондоне Шломо Аргова в ночь с 3 на 4 июня 1982 года, что привело к ливанской войне, и одновременные теракты в аэропортах Рима и Вены 27 декабря 1985 года.
Организация насчитывала около 400 членов. Боевики Абу Нидаля проходили подготовку в лагерях на территории Ливана, Ливии, Алжира, Судана, и в других странах.